# Ficinia levynsiae
Ficinia levynsiae är en halvgräsart som beskrevs av T.H.Arnold och Gordon-gray. Ficinia levynsiae ingår i släktet Ficinia och familjen halvgräs. Inga underarter finns listade i Catalogue of Life.